# Пагода Линх Фуо
Пагода Линх Фуо (на виетнамски: Chùa Linh Phuoc), също Пагода Ве Чай (на виетнамски: Chùa Ve Chai – Храм на бутилката), е будистка пагода, намираща се на около 8 км на североизток от центъра на град Далат край магистрала №20, провинция Лам Донг във Виетнам.
Строителството на храма е започнато през 1949 г. и е завършено през 1952 г. През 1990 г. настоятелят Тич Там Ви възстановява храма и построява допълнителни нови сгради.
Всяка стена, таван, стълб, статуя на Буда, дракон или митично същество в пагодата са сложно инкрустирани с хиляди малки парчета счупено стъкло, порцелан, теракота и бирени бутилки. Тези специални мозаечни плочки дават на пагодата прякора „Chùa Ve Chai“, което буквално означава „парчета счупени стъклени бутилки“. Чрез тази си особеност погодата Линх Фуо се е превърнала в една от най-известните пагоди в Далат и се счита за образец за уникална архитектурна мозайка във Вечния пролетен град.
Основната зала, светилището на храма със ступа, е с дължина 33 м и широчина 22 метра и разполага с 2 етажа. Първият етаж е дом за поклонение на 108 статуи. Във вътрешното светилище е статуята на Буда Шакямуни, която е висока 4,9 м (най-високата статуя на Буда във вътрешността на храм във Виетнам). Та е от бетон и е облицована със злато. По протежение на светилището има 2 реда драконови стълбове, инкрустирани със стъклени отломки, подобно на мозаечния стил в гробниците на императорите от Нгуен. Над стълбовете има украса от много мозаечни барелефи, представящи историята на Сидхарта Гаутама Буда от раждането му до нирвана и историята на Лотосовата сутра.
Във вътрешния двор на храма (Паркът на драконите и цветята), има изградена статуя на криволичещ дракон, който е с дължина 49 метра. Направен е основно от 12 000 празни бирени бутилки и изящни мозайки; а главата на дракона е висока 7 метра. Той обикаля малко езеро със статуята на Майтрея Буда.
Пред територията на храма се намира 37 м седеметажна висока кула изградена през 2008 г., която се счита за най-високата храмова камбанария във Виетнам. В сърцето на кулата се намира камбана с височина 4,3 м, ширина 2,33 м, и тегло 8 500 кг. Тя се счита за най-тежката камбана във Виетнам. Поставена е през 1999 г. Изработката ѝ с изображенията по нея е отнело на художниците от Хуе повече от година. Украсена е с релефи на дракони и феникс заедно с класически мотиви. Стените, стълбовете и парапетите са инкрустирани.
Пред храма е поставена статуя на Авалокитешвара. Има и изложбена зала със експозиция на скъпоценни камъни, антикварен порцелан и мебели произведение на изящните изкуства.
На територията на храма са разположени къщите на монасите и библиотеката на пагодата.
Храмът е любима дестинация за будистите, привличаща както местни, така и чуждестранни туристи.

## Управление
Пагодата Линх Фуо има следните настоятели (игумени) през своята история:
- Тич Мин (1951 – 1954)
- Тич Ат Хоа (1954 – 1956)
- Тич Куанг Фат (1956 – 1959)
- Тич Минх Дук (1959 – 1985)
- Тич Там Ви (1985 – )

## Галерия
- Основната зала на пагодата
- Статуята на Буда
- Изложбена зала

- Седеметажната кула
- Камбаната на кулата
- Драконът и Майтрея Буда